# Hildegard Goss-Mayr
Hildegard Goss-Mayr sinh ngày 22 tháng 1 năm 1930 ở Viên, là nhà thần học Kitô giáo và nhà hoạt động chống chiến tranh người Áo. Bà là chủ tịch danh dự của"Phong trào Hòa giải Quốc tế" và thành viên của Ủy ban đỡ đầu tổ chức Coordination française pour la Décennie cùng tổ chức Coordination internationale pour la Décennie.
Bà là con gái của Kaspar Mayr, người sáng lập chi hội"Phong trào Hòa giải Quốc tế" ở Áo. Bà học triết học ở Wien và New Haven, Connecticut (Hoa Kỳ). Năm 1953, bà đậu bằng tiến sĩ hạng sub auspiciis.
Năm 1962 bà bắt đầu làm việc và xây dựng phong trào bất bạo động ở châu Mỹ Latin. Bà cộng tác với Dom Hélder Câmara, Adolfo Pérez Esquivel người đoạt Giải Nobel Hòa bình năm 1980, Dom Fragoso, giám mục giáo phận Crateús (Brasil), và Oscar Romero. Bà đã lập ra nhiều nhóm hoạt động bất bạo động ở châu Mỹ latinh, châu Á và châu Phi. Hiện nay bà là chủ tịch danh dự của tổ chức"International Fellowship of Reconciliation".

## Gia đình
Năm 1958 bà kết hôn với Jean Goss một nhà hoạt động hòa bình người Pháp. Họ có hai người con: Myriam và Etienne. Jean Goss qua đời năm 1991.

## Giải thưởng và Vinh dự
- Bà được đề cử cho giải Nobel Hòa bình các năm 1979, 1987 và 2005.
- 1979 Giải Bruno Kreisky (Áo)
- 1986 Giải "Pax Christi USA Pope Paul VI Teacher of Peace Award"(chung với chồng)
- 1991 Giải Niwano Hòa bình (Nhật Bản)
- 2009 Giải Pacem in Terris

## Tác phẩm
- Une autre révolution. Violence des non-violents, Paris, Cerf, 1969.
- Der Mensch vor dem Unrecht. Spiritualität und Praxis. Gewaltlose Befreiung, Vienne, 1976 [traduction française du chapitre 2 dans Cahiers de la Réconciliation, n° 3-2005, 48 p. (publiés par la branche française du MIR)]
- Gérard Hoover, Jean et Hildegard Goss-Mayr, La non-violence, c'est la vie, Arudis, Utovie, 1986.
- Évangile et luttes de paix, Paris, Bergers et Mages, 1989.
- Friede braucht Bewegung. Analysen und Perspektiven der Friedensbewegung in Österreich, avec Thomas Roithner et Pete Hämmerle.
- Oser le combat non-violent aux côtés de Jean Goss, Paris, Cerf, 1998, préface du cardinal Franz König.
- Avec Jo Hanssens, Jean Goss. Mystique et militant de la non-violence, Namur, Fidélité, 2010, préface d'Adolfo Pérez Esquivel.

## Tiểu sử
- Richard Deats, Marked for life. The story of Hildegard Goss-Mayr, Hyde Park (NY), New City Press, 2009.